# Stefan Edberg
Stefan Bengt Edberg, švedski tenisač, * 19. januar 1966, Västervik , Švedska.
Edberg je postal profesionalni teniški igralec leta 1983. V letih 1990 in 1991 je bil vodilni na svetovni teniški jakostni lestvici ATP. Enajstkrat je zaigral v posamičnih finalih turnirjev za Grand Slam, od tega je zmagal šestkrat. Po dvakrat je osvojil Odprto prvenstvo Avstralije, Odprto prvenstvo Anglije in Odprto prvenstvo ZDA, na turnirjih za Odprto prvenstvo Francije pa se mu je enkrat uspelo uvrstiti v finale. Ob tem je trikrat zmagal na turnirjih za Grand Slam še v konkurenci moških dvojic. Leta 1988 je na olimpijskih igrah osvojil bronasti medalji posamično in med moškimi dvojicami. Leta 2004 je bil sprejet v Mednarodni teniški hram slavnih.

## Finali Grand Slamov (11)

### Zmage (6)
| Leto | Turnir                          | Nasprotnik v finalu | Rezultat finala         |
| 1985 | Odprto prvenstvo Avstralije     | Mats Wilander       | 6–4, 6–3, 6–3           |
| 1987 | Odprto prvenstvo Avstralije (2) | Pat Cash            | 6–3, 6–4, 3–6, 5–7, 6–3 |
| 1988 | Odprto prvenstvo Anglije        | Boris Becker        | 4–6, 7–6(2), 6–4, 6–2   |
| 1990 | Odprto prvenstvo Anglije (2)    | Boris Becker        | 6–2, 6–2, 3–6, 3–6, 6–4 |
| 1991 | Odprto prvenstvo ZDA            | Jim Courier         | 6–2, 6–4, 6–0           |
| 1992 | Odprto prvenstvo ZDA (2)        | Pete Sampras        | 3–6, 6–4, 7–6(5), 6–2   |

### Porazi (5)
| Leto | Turnir                          | Nasprotnik v finalu | Rezultat finala           |
| 1989 | Odprto prvenstvo Francije       | Michael Chang       | 6–1, 3–6, 4–6, 6–4, 6–2   |
| 1989 | Odprto prvenstvo Anglije        | Boris Becker        | 6–0, 7–6(1), 6–4          |
| 1990 | Odprto prvenstvo Avstralije     | Ivan Lendl          | 4–6, 7–6(3), 5–2, predaja |
| 1992 | Odprto prvenstvo Avstralije (2) | Jim Courier         | 6–3, 3–6, 6–4, 6–2        |
| 1993 | Odprto prvenstvo Avstralije (3) | Jim Courier         | 6–2, 6–1, 2–6, 7–5        |